# Fagonia laevis
Fagonia laevis Standl. es una especie de planta con flores perteneciente a la familia Zygophyllaceae. Es originaria de Norteamérica.

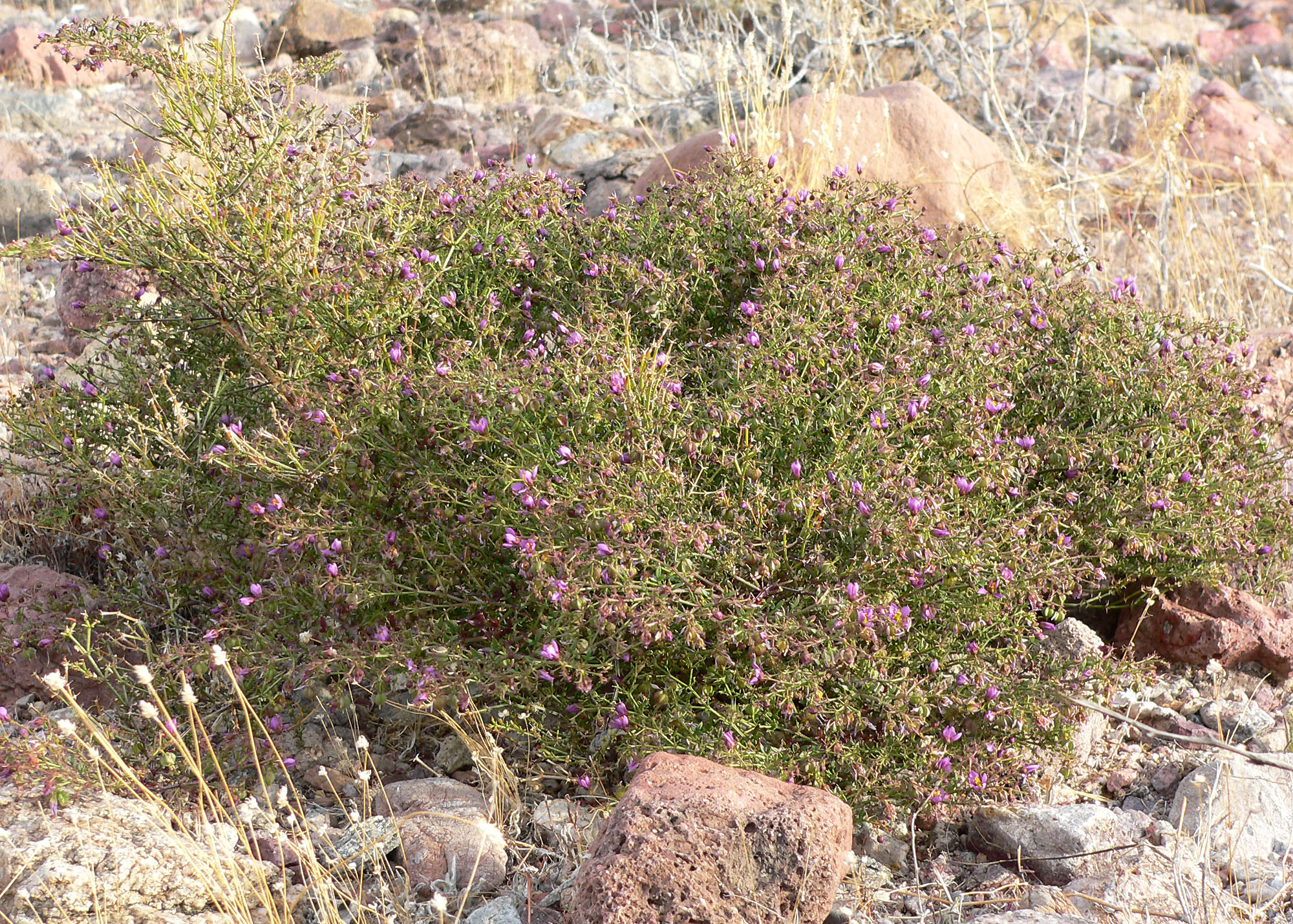
Vista de la planta

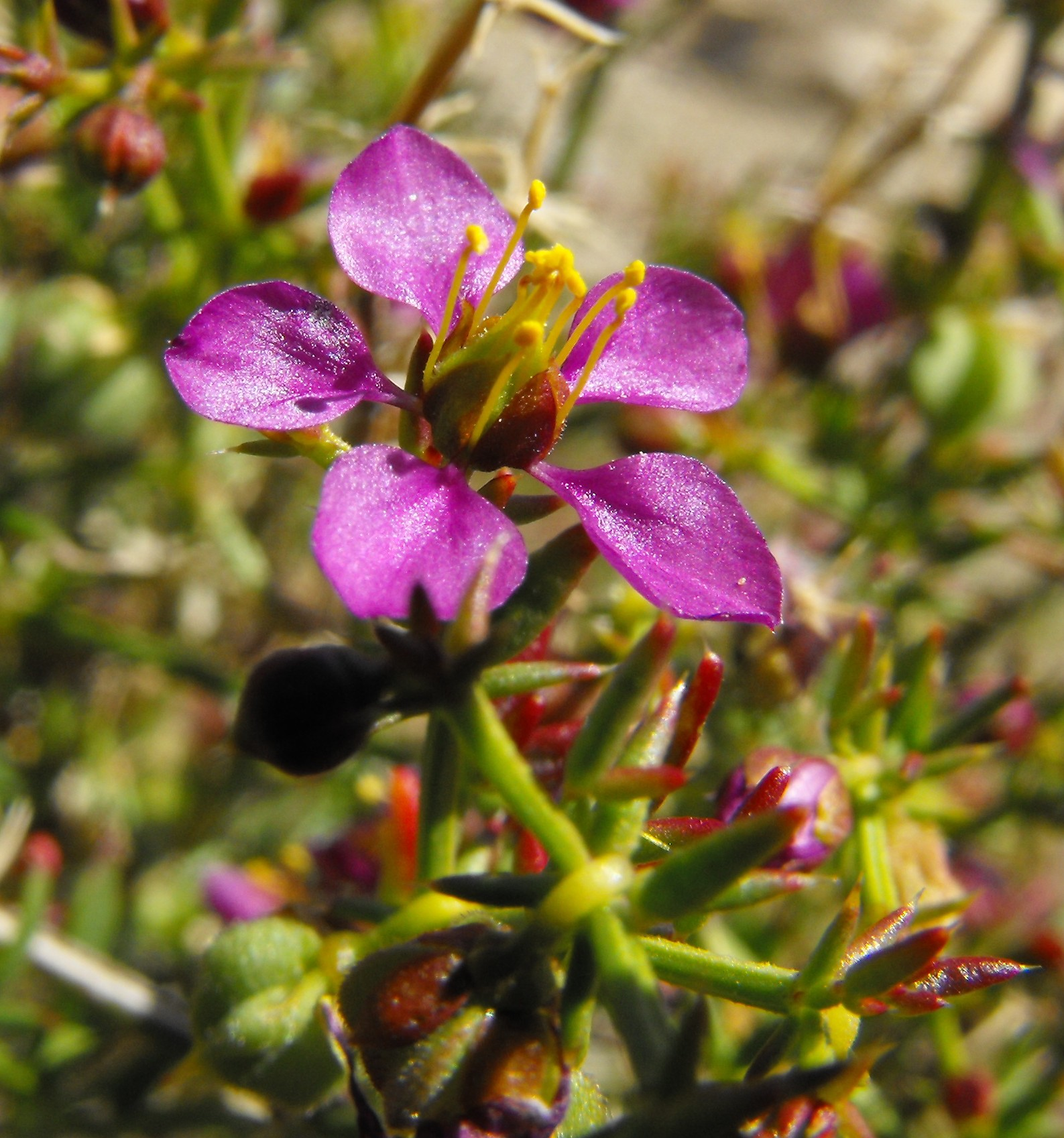
Flor

## Descripción
Es una planta herbácea, arbusto perenne ramificado que alcanza una altura de un metro, con las hojas opuestas, trifoliadas con estípulas espinosas y peciolo de 1-4 mm de ancho. Las flores de un cm de ancho con la corola rosada y frutos de 4-5 mm de ancho, globosos y suaves.

## Distribución y hábitat
Es nativa de los desiertos del sudoeste de EE. UU. donde crece en las laderas de las montañas rocosas y arenales a una altitud de 0-700 m s. n. m.

## Taxonomía
Fagonia laevis fue descrita por Paul Carpenter Standley y publicado en Proceedings of the Biological Society of Washington 24(48): 249–250. 1911.
Etimología
Fagonia: nombre genérico que fue nombrado en honor de Guy-Crescent Fagon, botánico y primer médico de Luis XIV (1638-1718).
laevis: epíteto latíno que significa "dentada"
Sinonimia
- Fagonia californica ssp. laevis (Standl.) Wiggins
- Fagonia californica var. laevis (Standl.) L.D. Benson
- Fagonia californica var. longipes (Standl.) L.D. Benson
- Fagonia longipes Standl.[5]